# Ole Vincents
Ole Vincents ist ein ehemaliger dänischer Basketballspieler.

## Werdegang
Vincents bestritt 57 A-Länderspiele für Dänemark, in denen er im Schnitt 7,8 Punkte erzielte. Auf Vereinsebene spielte er für BMS, mit der Mannschaft wurde er dänischer Meister (1982) sowie Pokalsieger. Im Europapokal trat er in der Saison 1978/79 im Pokalsieger-Wettbewerb an (Ausscheiden in der ersten Runde gegen IFK Helsingborg aus Schweden). Im selben Wettbewerb traf Vincents mit BMS im Herbst 1981 in der ersten Runde auf Sandvika BBK aus Norwegen. Beim 107:63-Hinspielsieg war Vincents mit 23 Punkten hinter Otis Loyd zweitbester Korbschütze seiner Mannschaft. Auch das Rückspiel wurde gewonnen, Vincents trug zum 107:95 als überragender Spieler der Partie 37 Punkte bei. Im folgenden Achtelfinale traf man auf Real Madrid und war in Hin- und Rückspiel machtlos. Vincents erzielte in beiden Duellen mit Real insgesamt 23 Punkte.
Vincents war nach seiner Spielerzeit als Trainer tätig: In der Saison 2012/2013 betreute er im Gespann mit Ole John Nielsen die Damen des Vereins Falcon, die unter ihrer Leitung Silber in der dänischen Meisterschaft erreichten. Beim selben Verein war er Jugendtrainer. Auch beim Verein SISU betätigte sich Vincents als Trainer. Beim dänischen Basketballverband war er Breitensportbeauftragter.